# Війна на Ред-Рівер
Війна на Ред-Рівер (англ. Red River War) — військова кампанія, розпочата армією США у 1874 році з метою витіснення індіанських племен команчів, кайова, південних шеєнів і арапахо з південних рівнин і примусового їх переселення до резервацій на Індіанській території. Війна, яка тривала лише кілька місяців, призвела до того, що кілька армійських колон перетнули Техаський панхандл, намагаючись знайти, переслідувати та захопити мобільні загони корінних американців, які швидко маневрували на цій місцевості. Більшість зіткнень являли собою невеликі за розмахом збройні сутички, в яких жодна сторона не зазнала значних втрат. Війна закінчилася протягом останніх кількох місяців 1874 року, оскільки дедалі менше й менше сил та запасів залишалося в індіанських загонах, щоб залишитися на полі бою. Хоча остання значна група й далі чинила опір до середини 1875 року, доки не здалася, війна ознаменувала кінець вільного кочування індіанського населення на півдні Великих рівнин.

## Історія

### Передумови
До появи американських переселенців на Великих рівнинах племена південних рівнин вели кочовий образ існування. Починаючи з 1830-х років, на території, яка раніше була територією різних корінних американських народів, з'явилася значна кількість постійних поселень. Напади, рейди та контррейди відбувалися часто. До Громадянської війни армія США лише спорадично брала участь у цих прикордонних конфліктах, утримуючи форти, але через обмежені сили та засоби, проводила лишень поодинокі вилазки й іноді великі експедиції проти тамтешнього населення. Під час громадянської війни регулярна армія майже повністю відступила з цього регіону, а набіги індіанців різко збільшилися. Техасу, як частині Конфедеративних Штатів Америки, не вистачало військових ресурсів для боротьби як з Союзом, так і з індіанськими племенами.
Після перемоги Півночі у війні американські військові почали відновлювати свою позицію вздовж фронтиру. Договір Медісин-Лодж 1867 року, підписаний біля сучасного містечка Медісін-Лодж у Канзасі, передбачав виділення двох резервацій на індіанській території: одну для команчів і кайова, а другу — для південних шеєнів і арапахо. Відповідно до договору, уряд мав забезпечить племена житлом, навчанням у сільському господарстві, продовольством та іншими припасами. В обмін на це індіанці погодилися припинити набіги та напади на поселення. Десятки вождів схвалили договір, і деякі члени племен добровільно переїхали до резервацій, але він ніколи не був офіційно ратифікований, і кілька груп індіанців, які все ще жили на рівнинах, не брали участь у переговорах.
У 1867 році армія США почала полювати на бізонів, щоб саботувати джерела їжі для корінного населення, яке населяло рівнини. У 1870 році нова техніка дублення шкір буйволів стала комерційно доступною. У відповідь комерційні мисливці вперше почали систематично виловлювати бізонів. У наслідок нищівної політики та способів масового полювання на тварин, популяція бізонів, що нещодавно нараховувала десятки мільйонів голів, різко впала. До 1878 року бізони майже вимерли.
Знищення стад бізонів стало катастрофою для рівнинних індіанців у резерваціях і поза ними. Весь кочовий спосіб життя базувався навколо цих тварин. Їх використовували для їжі, палива та будівельних матеріалів. Без великої кількості бізонів індіанці південних рівнин не мали засобів для самозабезпечення.
До зими 1873—1874 рр. індіанці південних рівнин переживали кризу. Зменшення стад бізонів у поєднанні зі збільшенням кількості нових поселенців і більш агресивними військовими патрулями поставило їх у безвихідне становище.

### Воєнні дії
Взимку 1874 року серед команчів клану Куахаді з'явився духовний лідер на ім'я Іса-тай'ї. Шаман стверджував, що має силу зробити себе та інших невразливими для ворогів, у тому числі для куль, і зміг згуртувати величезну кількість індіанців для великих набігів. Крім того, зміни відбулися в політичній структурі кайова, де військова фракція племені (під впливом головного вождя Гіпаго, або Ґуі-па-ґхо, іноді відомого, як Самотній вовк «Старший», щоб запобігти плутанині з Мамаї-дайте, пізніше названого Самотнім вовком «Молодшим») отримала більшого впливу, ніж вони мали раніше.
27 червня 1874 року Іса-тай'ї та вождь команчів Куана Паркер на чолі загону з близько 250 воїнів атакували невеликий форпост мисливців на бізонів у Техаському панхандлі під назвою Едоуб-Воллс. Форпост складався лише з кількох будівель, в якому проживали тільки 28 чоловіків та одна жінка. Хоча кілька білих убили до початку Другої битви за Адобе Волз (перша відбулася в 1864 році), більшість білих змогла забарикадуватися в приміщенні та стримати атаку. Використовуючи великокаліберні рушниці для стрільби по буйволах, мисливці могли вести вогонь по воїнах з набагато більшої дистанції, ніж очікували індіанці, і атака провалилася.
У липні відбулася друга сутичка за участю кайови в Техасі. Воїни на чолі з Самотнім вовком напали на патруль техаських рейнджерів. Унаслідок бою у Лост-валлей обидві сторони зазнали незначних втрат, але це підвищило напруженість на кордоні та підштовхнуло армію до агресивних контрзаходів.
Вибух насильства на фронтирі застав уряд зненацька. «Політика миру» адміністрації Гранта була визнана невдалою, і армії дозволили підкорити племена південних рівнин будь-якою необхідною силою. У цей час приблизно 1800 шаеєнів, 2000 команчів і 1000 кайова залишалися на волі. Об'єднавшись, вони зібрали близько 1200 воїнів.
Генерал Філіп Шерідан наказав п'яти армійським колонам вирушити на загальну територію Техаського панхандла і, зокрема, на верхніх притоках Ред-Рівер. Стратегія полягала в тому, щоб позбавити індіанців будь-якого безпечного притулку і безперервно атакувати їх, доки вони назавжди не підуть до резервацій.
Три з п'яти колон були під командуванням полковника Ранальда С. Маккензі. 10-й кавалерійський полк підполковника Джона В. Девідсона наступав на захід від форту Сілл. 11-й піхотний полк під командуванням підполковника Джорджа П. Буелла рушив на північний захід від форту Гріффін. Сам Маккензі вів 4-й кавалерійський полк, просуваючись на північ від форту Кончо.
Четверта колона, що складалася з 6-го кавалерійського та 5-го піхотного полків, під командуванням полковника Нельсона Е. Майлза прибула на південь від форту Додж. П'ята колона, 8-й кавалерійський полк майора Вільяма Р. Прайса, загалом 225 офіцерів і солдатів, а також шість індіанських розвідників і двоє провідників, що походили з форту Юніон, здійснили марш на схід через форт Баском у Нью-Мексико. План передбачав, що колони, що сходилися, продовжуватимуть безперервний наступ до тих пір, поки індіанцям не буде завдано вирішальної поразки.
20 сутичок між американськими регулярними військами та загонами індіанців відбулися в Техасі. Армія, що повністю складалася з солдатів і розвідників, прагнула вступити в бій з індіанцями при будь-якій нагоді. Індіанці, подорожуючи з жінками, дітьми та старими, здебільшого намагалися цього уникати. Коли вони стикалися, індіанці зазвичай намагалися втекти до того, як армія змусила їх здатися. Однак навіть успішна втеча могла коштувати катастрофічно дорого, якщо кидати напризволяще коней, їжу та спорядження. Навпаки, армія та її індіанські розвідники мали доступ до фактично необмежених запасів і обладнання, вони часто спалювали все, що захоплювали у відступаючих індіанців, і могли продовжувати атакувати їх нескінченно довго. Війна тривала протягом осені 1874 року, але все більше індіанців були змушені здаватися і прямувати до Форт-Сілл, щоб увійти в систему резервацій.
На початку вересня розвідники чорних семінолів, діючи в розвідувальному дозорі 4-го кавалерійського полку потрапили в засідку, яку влаштували команчі біля Стейк-Плейнс, і врятувалися. Розвідники передали позицію команчів, після чого Маккензі перевів свої війська у бойову готовність.
Найбільша перемога армії була досягнута, коли розвідники Маккензі знайшли велике село команчів, кайова та шеєнів, включно з їхніми конями та зимовим запасом їжі, у верхній частині каньйону Пало Дуро. На світанку 28 вересня війська Маккензі атакували вниз по крутому схилу каньйону. Індіанців застали зненацька і ті не встигли зібрати коней або припаси перед відступом.
У стрілянини загинуло лише четверо індіанців, але втрати для племені були нищівними. Люди Маккензі спалили понад 450 будиночків і знищили незліченну кількість фунтів м'яса бізонів. Вони також забрали 1400 коней, більшість з яких згодом були розстріляні, щоб індіанці не змогли їх знову захопити.
За винятком надзвичайно великих розмірів, битва за каньйон Пало Дуро була типовою для війни того часу. Більшість зіткнень призводили до небагатьох втрат або без них, але індіанці не могли дозволити собі постійну втрату їжі та верхових тварин. Навіть якщо їм вдавалося уникнути безпосередньої небезпеки, опинившись без коней та не маючи їжі, індіанці не мали іншого вибору, окрім як здатися й попрямувати до резервації.

### Завершення
Війна на Ред-Рівері офіційно завершилася в червні 1875 року, коли Куана Паркер і його група Куахаді Команчі увійшли у Форт-Сілл і здалися; вони були останньою великою кочівною групою південно-західних індіанців. У поєднанні з винищенням буйволів, війна залишила Техас панхандл назавжди відкритим для заселення фермерами та скотарями. Це була остаточна військова поразка колись могутніх корінних племен південних рівнин і поклала кінець техасько-індіанським війнам.